# Лемберский, Феликс Самойлович
Феликс Самойлович Лемберский (11 ноября 1913, Люблин, Российская империя — 2 декабря 1970, Ленинград, СССР) — российский советский живописец и педагог, член Ленинградского Союза художников.

## Биография
Феликс Самойлович Лемберский (Фалик Самойлович Лемберский) начинал художественное образование на Украине, учился в Культур-Лиге (1927—1930), в Киевском Художественном Институте (1933—1935) у Павла Волокидина, в Ленинградском институте живописи, скульптуры и архитектуры (1935—1941). Ранен на защите Ленинграда в июле 1941, тяжело болен. В декабре 1941 защитил диплом в блокадном Ленинграде. Окончил институт по мастерской Бориса Иогансона с присвоением звания художника живописи. Дипломная работа — картина «Стачка» по мотивам Уральских заводов 1905 года.
В 1942 был эвакуирован из блокадного Ленинграда на Урал, в Нижний Тагил, где находился до 1944 года. Работал с Павлом Бажовым и Мариэттой Шагинян. Участвовал в художественной жизни, писал портреты и пейзажи. Принял активное участие в создании местной организации художников и картинной галереи, положившей начало Нижнетагильскому Государственному Музею изобразительных искусств, а также первой в Нижнем Тагиле в советское время школы для начинающих художников.
После возвращения в Ленинград был принят в 1944 году в члены Ленинградского Союза художников. В конце 1940-х Лемберский преподавал в ленинградском Художественно-педагогическом училище, а также давал частные уроки в своей студии. С конца 1940-х постоянно участвовал в выставках. Выставка работ Лемберского и скульптора Мойсея Ваймана состоялась в ЛОСХе 1960. Работы конца 1950-х и 1960-х годов не соответствовали формату Социалистического реализма и никогда не выставлялись в Советском союзе.
Искусство Феликса Лембергского отличается подчеркнутым драматизмом образов, обращено к темам человеческого страдания и стойкости, сопротивления злу и насилию. Он обладал сильным живописным темпераментом: форсированный, горячий, тревожный цвет, резкая, стремительная форма, экспрессия пластических и символических соответствий. Вместе с тем путь Лемберского — от соцреализма ранних лет к условному, преображенному, метафорическому языку поздних произведений — оказывается моделью исторической судьбы честного и думающего художника в условиях тоталитарного государства. Лемберский является также фигурой, методологически значимой для изучения и понимания российского искусства XX века. Действительная история этого искусства будет написана только тогда, когда в неё на равных правах войдут мастера такого типа: те, кого трудно однозначно соотнести с определённым художественным лагерем, кто находился вне какого бы то ни было общего потока, кто на каком-то этапе искренне, а не конъюнктурно соприкасался с соцреализмом, а вступив с ним в противоречие, боролся с доктриной на её территории, не примкнув к нонконформизму как организованному движению.
Скончался 13 ноября 1970 года в Ленинграде на 58-м году жизни.
Произведения Ф. С. Лемберского находятся в музеях и частных собраниях в России, Израиля, США и других странах.

## Галерея

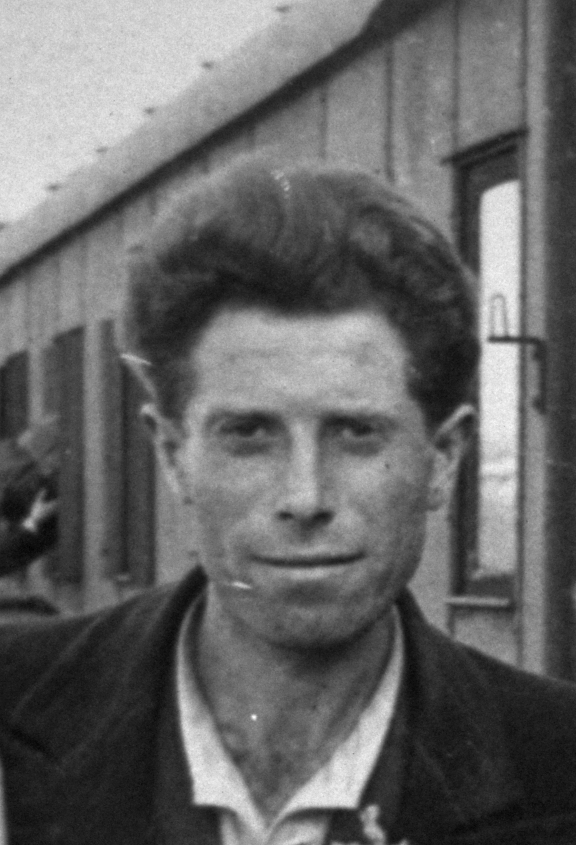
Феликс Лемберский, фотография, 1942-44
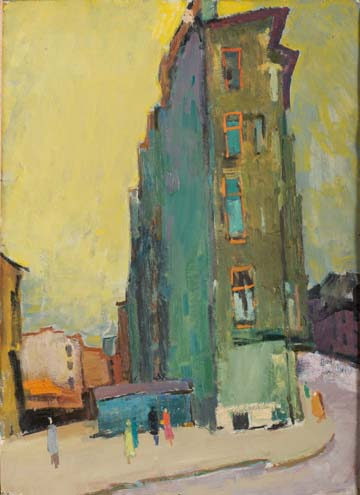
Феликс Лемберский. Дом после бомбежки. Ленинград, 1959. Масло, картон. 73 х 52,9
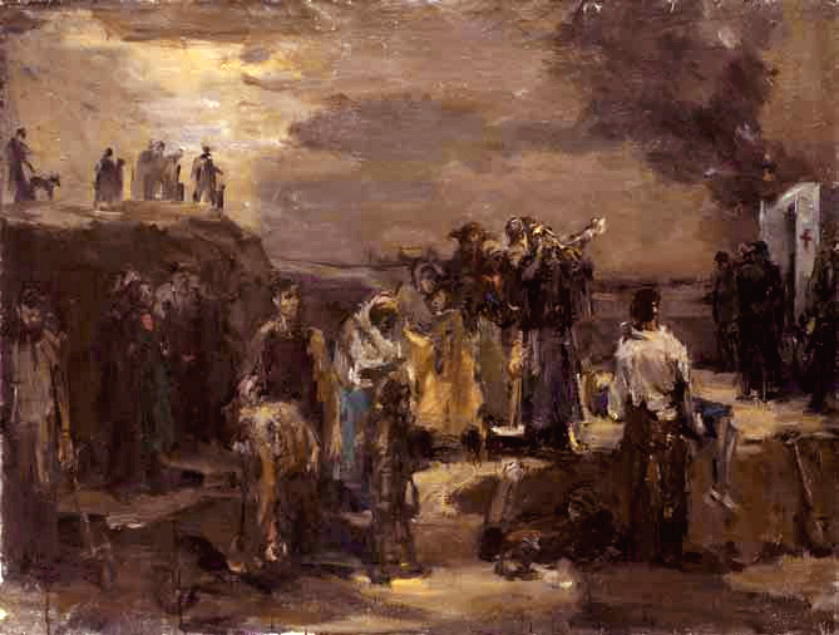
Феликс Лемберский. Расстрел:Бабий Яр, 1944—1952. Масло, холст